# Phare blanc de Skagen
Pour les articles homonymes, voir Skagen (homonymie).
Le phare blanc de Skagen (danois : Det Hvide Fyr i Skagen) est un phare situé au Nord de la ville de Skagen dans l'extrême Nord du Jutland, au Danemark. Il est resté en fonctionnement de 1747 à 1858, date à laquelle il a été remplacé par le phare de Skagen.

## Histoire
Conçu par Philip de Lange (en), c'est le premier phare au Danemark à avoir été construit en briques. La tour hexagonale, initialement en briques brutes rouges, est blanchie au XIXe siècle. Avec une hauteur de 21 m, il est situé au croisement de Fyrvej et Batterivej. Le phare utilisait à l'origine du charbon pour produire sa lumière. En 1835, l'huile de colza remplace le charbon et le phare est équipé d'un miroir parabolique. En 1858 le phare blanc est remplacé par le phare gris qui est situé deux kilomètres plus au nord de Skagen Odde. Depuis 1871 le phare blanc est utilisé comme une station de signalisation pour avertir les marins de la présence de glace ou de bateaux-phares manquant,.

## Salle d'exposition
Le phare blanc est maintenant utilisé comme salle d'exposition. Il peut être loué à la commune de Frederikshavn.